# Sławomir Dębski
Sławomir Jan Dębski (ur. 23 maja 1971 w Krakowie) – polski historyk, politolog, analityk, doktor nauk humanistycznych. W latach 2007–2010 oraz 2016–2024 dyrektor Polskiego Instytutu Spraw Międzynarodowych, w latach 2011–2016 dyrektor Centrum Polsko-Rosyjskiego Dialogu i Porozumienia.

## Życiorys
W 1996 ukończył studia na Wydziale Historycznym Uniwersytetu Jagiellońskiego. Studiował również na Wydziale Historii Central European University w Budapeszcie, gdzie w 1994 uzyskał dyplom magistra w zakresie historii Europy Środkowej. W 2002 uzyskał na Wydziale Historycznym UJ stopień naukowy doktora nauk humanistycznych w zakresie historii na podstawie pracy pt. Między Berlinem a Moskwą. Studium polityczno-wojskowych aspektów stosunków niemiecko-sowieckich 23 sierpnia 1939 – 22 czerwca 1941 (promotorem pracy był Michał Pułaski).
W latach 1994–2000 pracował w Akademii Górniczo-Hutniczej w Krakowie jako sekretarz i starszy specjalista w Pracowni Akustyki Strukturalnej i Materiałów Inteligentnych. W latach 2007–2010 adiunkt na Wydziale Prawa i Administracji Uniwersytetu Kardynała Stefana Wyszyńskiego, a w latach 2010–2014 w Zakładzie Historii XX wieku Instytutu Historycznego Uniwersytetu Warszawskiego.
Pracownik Polskiego Instytutu Spraw Międzynarodowych w latach 2000–2010 (analityk, koordynator projektu, kierownik Biura Analiz od 2002, zastępca dyrektora). Dyrektor Polskiego Instytutu Spraw Międzynarodowych w okresie od 6 września 2007 do 12 kwietnia 2010 oraz ponownie od 25 lutego 2016. W latach 2001–2002 był zastępcą redaktora naczelnego, a od 2003 redaktorem naczelnym rosyjskojęzycznego kwartalnika „Jewropa”.
W pracy naukowej zajmuje się m.in. problematyką polskiej polityki zagranicznej, stosunków polsko-niemieckich i polsko-rosyjskich, historią dyplomacji, historią Polski i powszechną XX wieku.
Od 2008 zasiadał w Polsko-Rosyjskiej Grupie do Spraw Trudnych. Został członkiem rady programowej Fundacji im. Janusza Kurtyki.
W 2021 został Laureatem Nagrody im. Janusza Kurtyki za pracę pt. „Między Berlinem a Moskwą. Stosunki niemiecko-sowieckie 1939–1941”.
Od 1 lutego 2024 prowadzi wraz gen. Rajmundem Andrzejczakiem program „Ground Zero”.
W czerwcu 2024 został odwołany, decyzją premiera Donalda Tuska, z funkcji dyrektora PISM.

## Publikacje
- (redakcja) Kryteria bezpieczeństwa międzynarodowego państwa, pod red. Sławomira Dębskiego i Beaty Górka-Winter, Warszawa: PISM 2003.
- Między Berlinem a Moskwą. Stosunki niemiecko-sowieckie 1939–1941, Warszawa: PISM 2003 (wydanie 2 poprawione – 2007; przekład rosyjski – 2018).
- (redakcja) Problem reparacji, odszkodowań i świadczeń w stosunkach polsko-niemieckich 1944–2004, t. 2: Dokumenty, pod red. Sławomira Dębskiego i Witolda M. Góralskiego, Warszawa: PISM 2004.
- (redakcja) Polska-Niemcy: tożsamości i kryteria bezpieczeństwa w stosunkach transatlantyckich = Deutschland-Polen: kollektive Identitäten und Sicherheitskriterien in den transatlantischen Beziehungen, pod red. Sławomira Dębskiego i Tytusa Jaskułowskiego, Warszawa: Polski Instytut Spraw Międzynarodowych 2005.
- (redakcja) Tworzenie, studiowanie i rozpowszechnianie prawa międzynarodowego: dokumenty Komisji Prawa Międzynarodowego i Komisji NZ ds. Międzynarodowego Prawa Handlowego = Elaboration, study and dissemination of international law: documents of the International Law Commission and the UN Commission on International Trade Law, red. Sławomir Dębski, Adam Eberhardt, Łukasz Kulesa, Warszawa: Polski Instytut Spraw Międzynarodowych 2007.
- (redakcja) Polskie dokumenty dyplomatyczne 1918: listopad-grudzień, red. Sławomir Dębski, współpr. Piotr Długołęcki, Warszawa: Polski Instytut Spraw Międzynarodowych 2008.
- (redakcja) Kryzys 1939 roku w interpretacjach polskich i rosyjskich historyków, pod red. Sławomira Dębskiego i Michaiła Narinskiego, przekł. z jęz. ros. Igor Zakrzewski, Warszawa: Polski Instytut Spraw Międzynarodowych 2009 (przekład rosyjski: Moskva: Aspekt Press 2009).
- (redakcja) Modernizacja, centrum, peryferie: księga jubileuszowa z okazji 70. rocznicy urodzin profesora Ryszarda Stemplowskiego, pod red. Włodzimierza Borodzieja i Sławomira Dębskiego, Warszawa: Polski Instytut Spraw Międzynarodowych 2009.
- (redakcja) Polish documents on foreign policy: 24 October 1938–30 September 1939, ed. Włodzimierz Borodziej, Sławomir Dębski, transl. Jean-Jacques Granas, Warsaw: The Polish Institute of International Affairs 2009.
- (redakcja) Rafał Lemkin: a hero of humankind, ed. by Agnieszka Bieńczyk-Missala, Sławomir Dębski, Warsaw: The Polish Institute of International Affairs 2010.
- (redakcja) Zapomniany pokój: traktat ryski: interpretacje i kontrowersje 90 lat później, pod red. Sławomira Dębskiego, Warszawa: Centrum Polsko-Rosyjskiego Dialogu i Porozumienia 2013.
- (redakcja) Myślą i słowem: polsko-rosyjski dyskurs ideowy XIX wieku, pod red. Łukasza Adamskiego i Sławomira Dębskiego, Warszawa: Centrum Polsko-Rosyjskiego Dialogu i Porozumienia 2014.
- (redakcja) Polskie dokumenty dyplomatyczne 1919 styczeń-maj, redaktor Sławomir Dębski, Warszawa: Polski Instytut Spraw Międzynarodowych 2016.
- (redakcja) Wbrew królewskim aliansom: Rosja, Europa i polska walka o niepodległość w XIX wieku, pod red. Łukasza Adamskiego i Sławomira Dębskiego, Warszawa: Centrum Polsko-Rosyjskiego Dialogu i Porozumienia 2016.
- (redakcja) Dziedzictwo Baracka Obamy: polityka zagraniczna USA w latach 2009–2016 wybrane zagadnienia, redaktorzy naukowi Sławomir Dębski i Grzegorz Kozłowski, Warszawa: Ministerstwo Spraw Zagranicznych 2017.
- (redakcja) The case of Crimea’s annexation under international law, edited by Władysław Czapliński, Sławomir Dębski, Rafał Tarnogórski, Karolina Wierczyńska, Warsaw: Scholar Publishing House – The Centre for Polish-Russian Dialogue and Understanding 2017.
- (redakcja) Polish documents on foreign policy: 11 November 1918–28 June 1919, editors Sławomir Dębski, Piotr Długołęcki, translation Jean-Jacques Granas, Warszawa: The Polish Institute of International Affairs 2017.